# Haplochromis serridens
Haplochromis serridens és una espècie de peix d'aigua dolça de la família dels cíclids i de l'ordre dels perciformes, endèmic del llac Edward d'Àfrica. Poden assolir els 8 cm de longitud total. La progènia es fa per incubació bucal materna.